# Купріянов Омелян Іванович
Омелян Іванович Купріянов (1897, село Дєдово Ніколо-Ветлицької волості Більського повіту Смоленської губернії, тепер Ярцевського району Смоленської області, Російська Федерація — 10 вересня 1966, місто Рославль Смоленської області, Російська Федерація) — радянський діяч органів держбезпеки, начальник УНКВС по Смоленській області. Депутат Верховної Ради СРСР 1-го скликань (1941—1946).

## Біографія
Народився в родині ткача. У 1911 році закінчив сільську школу в селі Кудиново.
У вересні 1912 — грудні 1914 року — робітник у шевця-кустаря Алексєєва в Більському повіті Смоленської губернії. У січні 1915 — січні 1917 року — ткач на фабриці села Кунцево Московського повіту.
У січні 1917 — жовтні 1918 року — рядовий 85-го запасного полку російської армії (РСЧА). У жовтні 1918 — листопаді 1921 року — рядовий 243-го полку 12-ї стрілецької дивізії РСЧА.
У листопаді 1921 — вересні 1922 року — ткач на фабриці імені Свердлова села Кунцево Московського повіту. У вересні 1922 — травні 1926 року — ткач на фабриці імені Свердлова села Щолково Московського повіту.
Член РКП(б) з листопада 1924 року.
У травні 1926 — серпні 1928 року — голова фабричного комітету, у серпні 1928 — липні 1929 року — завідувач відділу постачання фабрики імені Свердлова села Щолково Московської області.
З липня по жовтень 1929 року навчався на курсах пропагандистів у Москві.
У жовтні 1929 — лютому 1930 року — завідувач агітаційно-пропагандистського відділу Уваровского районного комітету ВКП(б). У березні 1930 — жовтні 1931 року — народний суддя Уваровського району Центрально-Чорноземної області.
У жовтні 1931 — серпні 1932 року — секретар партійної комісії Бабинінської районної контрольної комісії — робітничо-селянської інспекції. У серпні 1932 — серпні 1933 року — завідувач Бабинінського районного земельного відділу Московської області. У серпні — листопаді 1933 року — завідувач Бабинінського районного відділу постачання. У лютому 1934 — вересні 1937 року — завідувач Бабинінського районного фінансового відділу Московської області.
У вересні 1937 — червні 1938 року — голова виконавчого комітету Бабинінської районної ради Тульської області.
У червні — грудні 1938 року — 1-й секретар Бабинінського районного комітету ВКП(б) Тульської області.
З грудня 1938 року — в органах НКВС СРСР.
З 28 січня 1939 по 26 лютого 1941 року — начальник Управління НКВС по Смоленській області. З 26 лютого по 31 липня 1941 року — начальник Управління НКДБ по Смоленській області. Причетний до розстрілу польських військовополонений з таборів у Козельську та Катині Смоленської області.
У вересні 1941 — лютому 1942 року — начальник оперативного відділу Управління Ягринського виправно-трудового табору (ВТТ) і будівництва № 203 НКВС СРСР. У лютому 1942 — лютому 1943 року — начальник оперативного відділу Управління Богословського виправно-трудового табору і будівництва алюмінієвого заводу НКВС СРСР.
У лютому 1943 — квітні 1944 року — заступник начальника комбінату «Тулавугілля» з оперативної частини.
У квітні 1944 — липні 1945 року — заступник начальника Управління фронтового табору військовополонених № 270 НКВС СРСР з політичної частини. У липні — жовтні 1945 року — начальник Управління табору військовополонених № 340 НКВС СРСР у Новгородській області.
З жовтня 1945 року — в запасі.
У жовтні 1945 — жовтні 1947 року — голова виконавчого комітету Рославльської районної ради депутатів трудящих Смоленської області. У жовтні 1947 — березні 1953 року — голова виконавчого комітету Рославльської міської ради депутатів трудящих Смоленської області.
З квітня 1953 року — директор Рославльського хлібокомбінату Смоленської області.
Потім — на пенсії.

## Звання
- капітан державної безпеки  (21.02.1939)
- підполковник державної безпеки  (11.02.1943)

## Нагороди
- орден «Знак Пошани» (26.04.1940)
- медалі